# Joan de la Tebaida
Joan d'Egipte o Joan de la Tebaida (Joannes Aegyptius) fou un monjo de la Tebaida, cèlebre pels seus suposats poders de predir futurs esdeveniments.
L'emperador Teodosi I el Gran, que preparava una expedició contra Eugeni (vers 393 o 394), va enviar el seu eunuc Eutropi per portar a Joannes a la cort, on li seria preguntat el resultat de l'expedició; Joan va refusar seguir l'eunuc, però va enviar la resposta: l'emperador guanyaria, però moriria poc després a Itàlia.